# Adolfsbergs kyrka, Örebro
Adolfsbergs kyrka ligger i stadsdelen Adolfsberg, strax söder om Örebro centrum. Kyrkan är belägen på en mindre kulle i Eriksbergsparken vid Glomman och är granne med Ekeskolan.

## Kyrkobyggnaden och historik
Länge hade det efterfrågats en kyrkobyggnad i södra Örebro och 1939 bildades en kapellstiftelse. Det skulle dock dröja fram till 1970 innan kyrkan i Adolfsberg stod klar. Den är uppförd i rött tegel i brutalistisk/modernistisk stil med kubisk form. I norr finns en souterrängvåning under kyrkorummet. Arkitekten till huvudbyggnaden var Lars Englund. Material och utförande är påkostat och byggnaden har fått flera utmärkelser för sin goda arkitektur. År 2002 blev byggnaden K-märkt.
Något torn finns inte på själva kyrkobyggnaden, men i nära anslutning finns en klockstapel i rött trä, vilken uppfördes 1985 efter ritningar av arkitekten Jerk Alton.
1997 byggdes kyrkan om och expanderade för att även kunna inhysa kontor och församlingshem, vilka tidigare låg ett stycke bort på Hagalundsvägen. I och med detta blev kyrkan ett vinkelhus med en halvsluten gård, även om den ursprungliga formen på själva kyrkan till stora delar är bevarad.

## Interiör
Det dominerande elementet i kyrkorummet är det jättelika krucifixet i trä på den östra väggen, utfört av konstnären Eva Spångberg, liksom glasmålningen vid dopfunten av Sven-Bertil Svensson. Rött tegel används även i interiören; både i väggar, golv och altare och ger byggnaden en nästan industriell prägel.
Den markanta takhöjden, det inbuktande trätaket, de oregelbundet placerade ljusinsläppen och mässingsarmaturerna är andra iögonfallande element som bidrar till en ceremoniell stämning.

## Inventarier
- Altaret är murat i tegel och har en altarskiva av furu som pryds av ett förgyllt träkors.
- Den kubformade predikstolen är byggd av furu.
- Dopfunten består av ett murat fundament av tegel och har en dopskål av glas.
- År 2000 fick kyrkan efter många års provisorier sin 18-stämmiga orgel, byggd av A Mårtenssons orgelfabrik, Lund.

## Verksamhet
Förutom gudstjänster, begravningar, dop och giftermål bedrivs konfirmand- och körverksamhet, liksom kurser i avslappning. Dessutom anordnas då och då konserter med både "andlig" och "världslig" musik.

## Bildgalleri

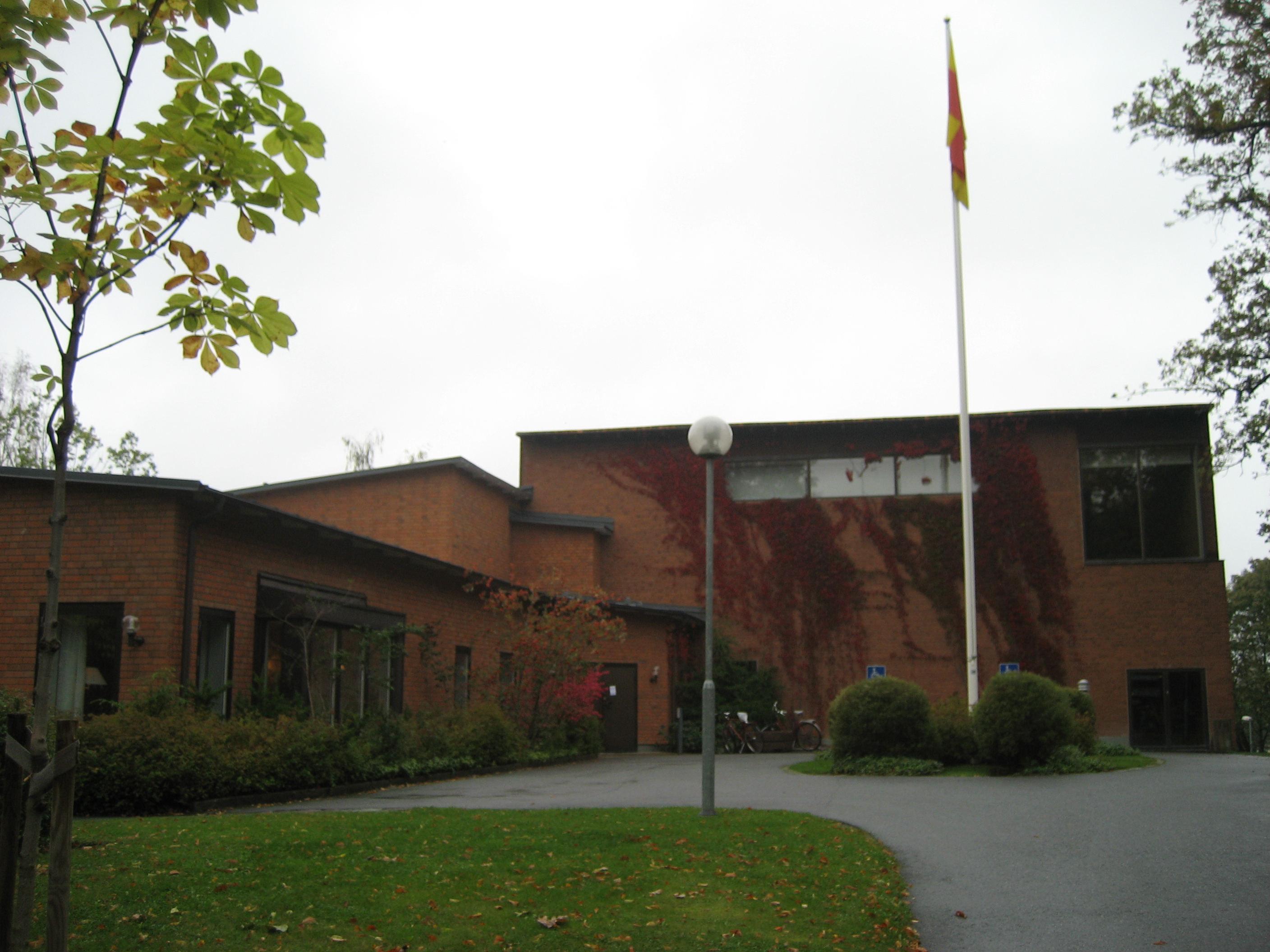
Den skyddade gården mot söder.
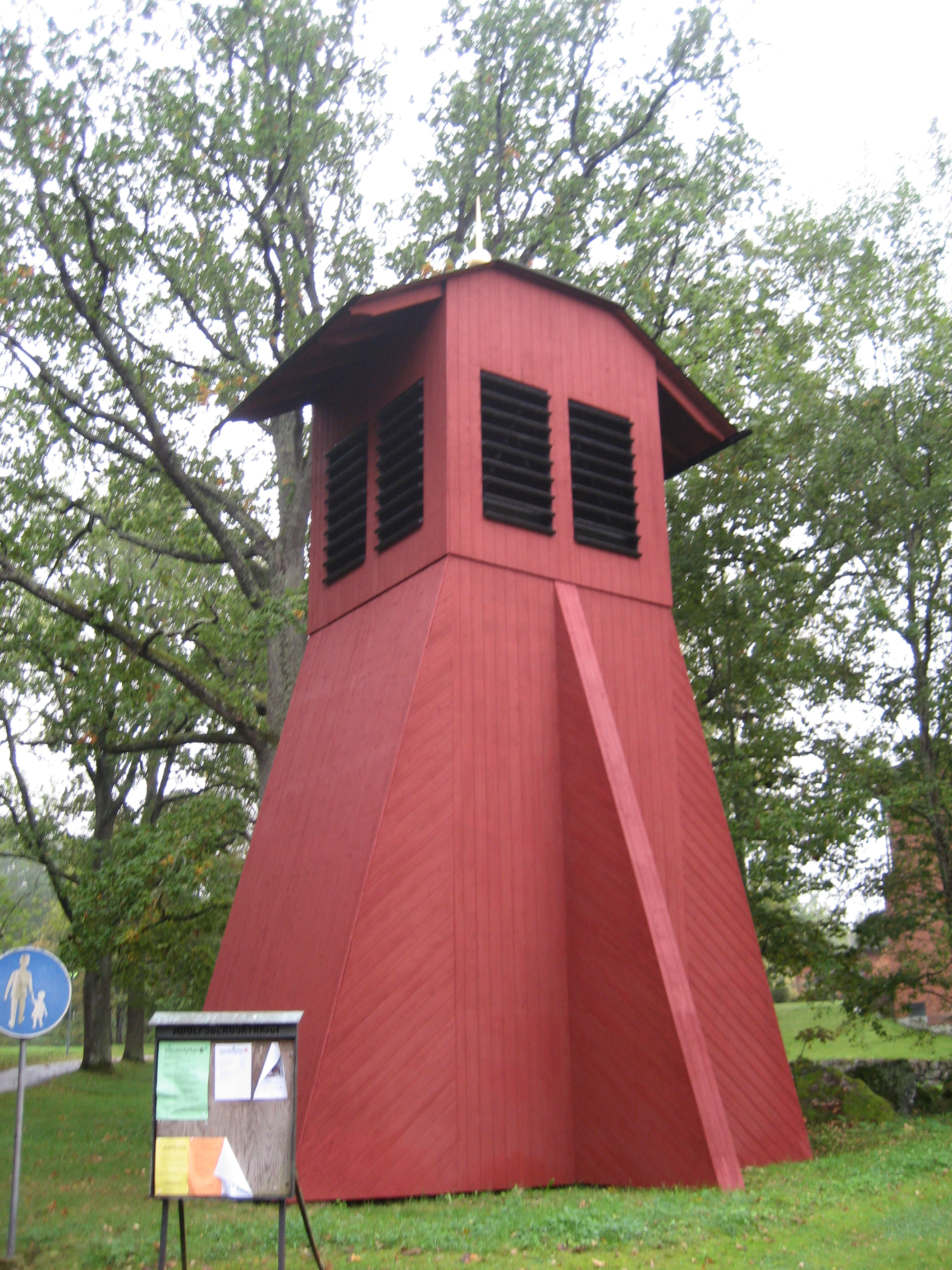
Klockstapeln från 1985 av Jerk Alton.
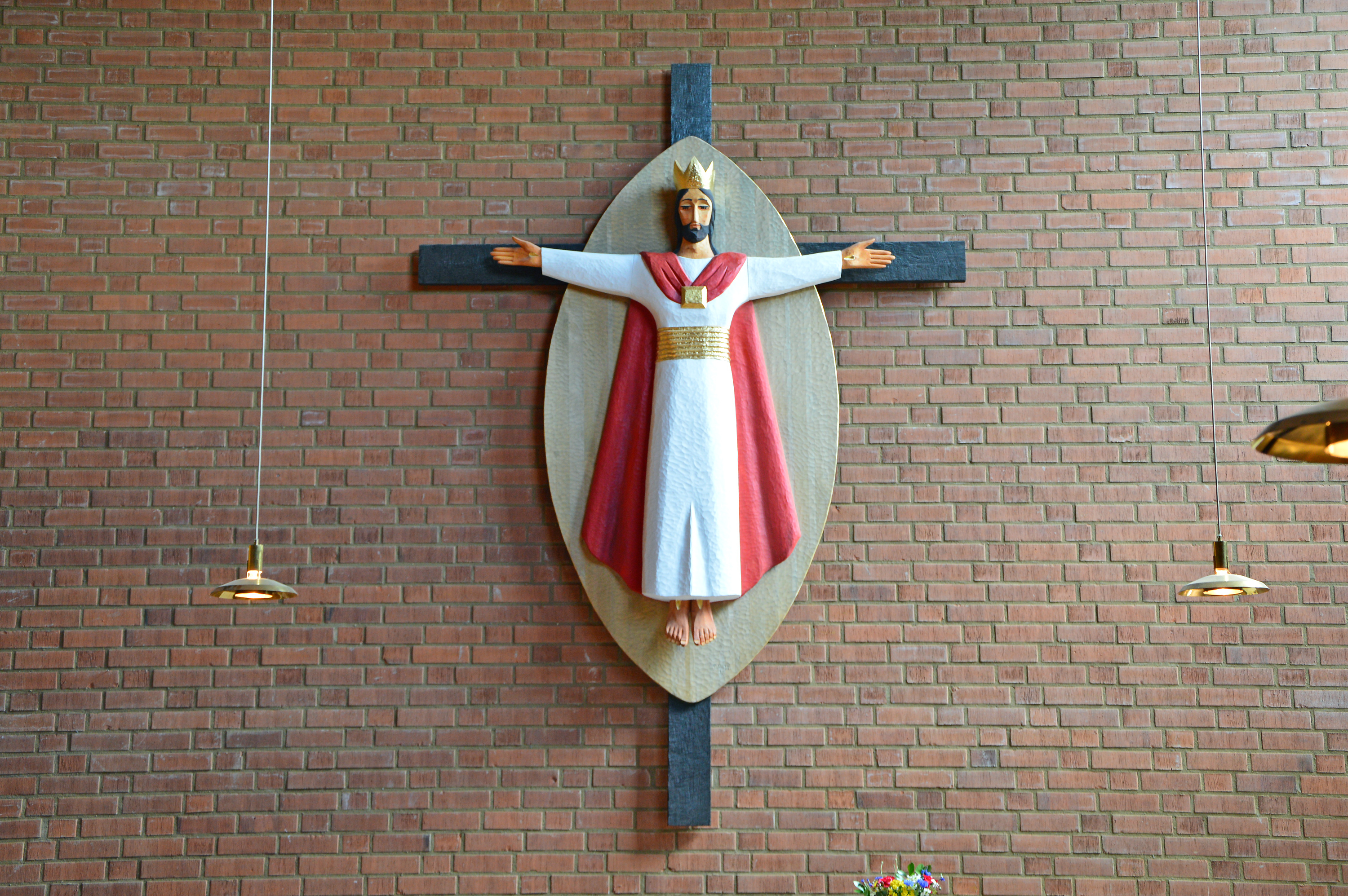
Krucifixet av Eva Spångberg.